# Ла Гранде дел Боско (Модена)
Ла Гранде дел Боско је насеље у Италији у округу Модена, региону Емилија-Ромања.
Према процени из 2011. у насељу је живело 14 становника. Насеље се налази на надморској висини од 19 м.